# Temporada 2021 de MotoGP
La temporada 2021 de MotoGP fue la 73.ª edición de la categoría principal del Campeonato del Mundo de Motociclismo. Comenzó el 28 de marzo en Lusail, Catar y terminó el 14 de noviembre en Valencia, España.
El español Joan Mir defendía el título de campeón del mundo conseguido en 2020 en una temporada en la que hacían su debut en la categoría dos campeones del mundo, Enea Bastianini y Jorge Martín.

## Calendario
El 6 de noviembre de 2020, la FIM hizo pública la propuesta de calendario para 2021, que modificó el 22 de enero de 2021.
| Ronda                                             | Gran Premio                                         | Circuito                                                | Fecha                                              |
| ------------------------------------------------- | --------------------------------------------------- | ------------------------------------------------------- | -------------------------------------------------- |
| 1                                                 | Gran Premio de Catar                                | Circuito Internacional de Losail, Lusail                | 28 de marzo                                        |
| 2                                                 | Gran Premio de Doha                                 | Circuito Internacional de Losail, Lusail                | 4 de abril                                         |
| 3                                                 | Gran Premio de Portugal                             | Autódromo Internacional do Algarve, Portimão            | 18 de abril                                        |
| 4                                                 | Gran Premio de España                               | Circuito de Jerez, Jerez de la Frontera                 | 2 de mayo                                          |
| 5                                                 | Gran Premio de Francia                              | Circuito de Bugatti, Le Mans                            | 16 de mayo                                         |
| 6                                                 | Gran Premio de Italia                               | Autódromo Internacional del Mugello, Scarperia          | 30 de mayo                                         |
| 7                                                 | Gran Premio de Cataluña                             | Circuito de Barcelona-Cataluña, Montmeló                | 6 de junio                                         |
| 8                                                 | Gran Premio de Alemania                             | Sachsenring, Hohenstein-Ernstthal                       | 20 de junio                                        |
| 9                                                 | TT Assen                                            | Circuito de Assen, Assen                                | 27 de junio                                        |
| 10                                                | Gran Premio de Estiria                              | Red Bull Ring, Spielberg                                | 8 de agosto                                        |
| 11                                                | Gran Premio de Austria                              | Red Bull Ring, Spielberg                                | 15 de agosto                                       |
| 12                                                | Gran Premio de Gran Bretaña                         | Circuito de Silverstone, Silverstone                    | 29 de agosto                                       |
| 13                                                | Gran Premio de Aragón                               | MotorLand Aragón, Alcañiz                               | 12 de septiembre                                   |
| 14                                                | Gran Premio de San Marino y de la Riviera de Rimini | Misano World Circuit Marco Simoncelli, Misano Adriatico | 19 de septiembre                                   |
| 15                                                | Gran Premio de las Américas                         | Circuito de las Américas, Austin, Texas                 | 3 de octubre                                       |
| 16                                                | Gran Premio de Emilia-Romagna                       | Misano World Circuit Marco Simoncelli, Misano Adriatico | 24 de octubre                                      |
| 17                                                | Gran Premio de Algarve                              | Autódromo Internacional do Algarve, Portimão            | 7 de noviembre                                     |
| 18                                                | Gran Premio de la Comunidad Valenciana              | Circuito Ricardo Tormo, Valencia                        | 14 de noviembre                                    |
| Grandes Premios de reserva                        |                                                     |                                                         |                                                    |
| 1                                                 | Gran Premio de Indonesia                            | Circuito Urbano Internacional de Mandalika, Lombok      | Circuito Urbano Internacional de Mandalika, Lombok |
| Grandes Premios cancelados                        |                                                     |                                                         |                                                    |
| -                                                 | Gran Premio de la República Argentina               | Autódromo Termas de Río Hondo, Santiago del Estero      | 11 de abril                                        |
| -                                                 | Gran Premio de Finlandia                            | KymiRing, Kymenlaakso                                   | 11 de julio                                        |
| -                                                 | Motul Gran Premio de Japón                          | Twin Ring Motegi, Motegi                                | 3 de octubre                                       |
| -                                                 | Gran Premio de Tailandia                            | Circuito Internacional de Chang, Buriram                | 17 de octubre                                      |
| -                                                 | Gran Premio de Australia                            | Circuito de Phillip Island, Phillip Island              | 24 de octubre                                      |
| -                                                 | Gran Premio de Malasia                              | Circuito Internacional de Sepang, Selangor              | 24 de octubre                                      |
| Notas: Actualizado a 22 de enero de 2021 1. 2. 3. |                                                     |                                                         |                                                    |

### Cambios en el calendario
- Se vuelve al formato de calendario habitual tras los cambios realizados en 2020 como consecuencia de la pandemia de COVID-19. Desaparecen del calendario, por ello, los Grandes Premios de Andalucía, Teruel y Europa.
- Desaparece el Gran Premio de la República Checa, disputado en el Autódromo de Brno y presente en el calendario desde la temporada 1993.[13][14]
- El Gran Premio de Finlandia, que estaba previsto que volviese en la temporada 2020, hace finalmente su primera aparición desde 1982 en el nuevo circuito Kymi Ring.
- Desaparece el conocido como "triplete asiático" en octubre, adelantando el Gran Premio de Japón a principios de octubre y celebrándose antes del Gran Premio de Tailandia.
- Se aplazan los Grandes Premios de Argentina y las Américas debido a la pandemia del COVID-19 siendo sustituidas por un segundo Gran Premio en Catar y otro en el circuito de Portimão.[15][16]
- Se cancela el Gran Premio de Finlandia debido a la pandemia de COVID-19 y a las complicaciones para viajar a Finlandia. Su lugar en el calendario es ocupado por el Gran Premio de Estiria, prueba que debutó en el campeonato la temporada pasada para suplir a los grandes premios que fueron cancelados por la pandemia de COVID-19.[17]
- Se cancela el Gran Premio de Japón debido a las restricciones de viaje del país nipón, su lugar en el calendario es ocupado por el Gran Premio de las Américas.[18][19][20]
- Se cancela el Gran Premio de Australia debido a las complicaciones de mantener la burbuja anti-COVID-19 en el extranjero, siendo sustituida por un segundo gran premio en Portugal, el Grande Prémio do Algarve.[21]
- Se cancela el Gran Premio de Tailandia debido a las resricciones de viaje presentes en el país asiático.[22]
- El Gran Premio de Malasia fue cancelado debido a la Pandemia de Covid-19 y a las complicaciones de viaje y restricciones logísticas. Su lugar en el calendario fue ocupado por una segunda ronda en Misano.[23]

## Equipos y pilotos en MotoGP

### Pilotos participantes
El 23 de noviembre de 2020 la FIM publicó la lista provisional de pilotos para la temporada 2021.
| Equipos de fábrica                     | Equipos de fábrica | Equipos de fábrica      | Equipos de fábrica | Equipos de fábrica | Equipos de fábrica |
| Equipo                                 | Constructor        | Moto                    | N.º                | Piloto             | Rondas             |
| -------------------------------------- | ------------------ | ----------------------- | ------------------ | ------------------ | ------------------ |
| Ducati Lenovo Team                     | Ducati             | Ducati Desmosedici GP21 | 43                 | Jack Miller        | Todas              |
| Ducati Lenovo Team                     | Ducati             | Ducati Desmosedici GP21 | 63                 | Francesco Bagnaia  | Todas              |
| Ducati Lenovo Team                     | Ducati             | Ducati Desmosedici GP21 | 51                 | Michele Pirro      | 14, 16             |
| Repsol Honda Team                      | Honda              | Honda RC213V            | 6                  | Stefan Bradl       | 1-2, 17            |
| Repsol Honda Team                      | Honda              | Honda RC213V            | 44                 | Pol Espargaró      | Todas              |
| Repsol Honda Team                      | Honda              | Honda RC213V            | 93                 | Marc Márquez       | 3-16               |
| Red Bull KTM Factory Racing            | KTM                | KTM RC16                | 26                 | Dani Pedrosa       | 10                 |
| Red Bull KTM Factory Racing            | KTM                | KTM RC16                | 33                 | Brad Binder        | Todas              |
| Red Bull KTM Factory Racing            | KTM                | KTM RC16                | 88                 | Miguel Oliveira    | Todas              |
| Team SUZUKI ECSTAR                     | Suzuki             | Suzuki GSX-RR           | 36                 | Joan Mir           | Todas              |
| Team SUZUKI ECSTAR                     | Suzuki             | Suzuki GSX-RR           | 42                 | Álex Rins          | 1-6, 8-18          |
| Monster Energy Yamaha MotoGP           | Yamaha             | Yamaha YZR-M1           | 12                 | Maverick Viñales   | 1-10               |
| Monster Energy Yamaha MotoGP           | Yamaha             | Yamaha YZR-M1           | 20                 | Fabio Quartararo   | Todas              |
| Monster Energy Yamaha MotoGP           | Yamaha             | Yamaha YZR-M1           | 21                 | Franco Morbidelli  | 14-18              |
| Monster Energy Yamaha MotoGP           | Yamaha             | Yamaha YZR-M1           | 35                 | Cal Crutchlow      | 12-13              |
| Equipos independientes                 |                    |                         |                    |                    |                    |
| Equipo                                 | Constructor        | Moto                    | N.º                | Piloto             | Rondas             |
| Aprilia Racing Team Gresini            | Aprilia            | Aprilia RS-GP           | 12                 | Maverick Viñales   | 13-14, 16-18       |
| Aprilia Racing Team Gresini            | Aprilia            | Aprilia RS-GP           | 32                 | Lorenzo Savadori   | 1-10, 12, 16       |
| Aprilia Racing Team Gresini            | Aprilia            | Aprilia RS-GP           | 41                 | Aleix Espargaró    | Todas              |
| Pramac Racing                          | Ducati             | Ducati Desmosedici GP21 | 5                  | Johann Zarco       | Todas              |
| Pramac Racing                          | Ducati             | Ducati Desmosedici GP21 | 51                 | Michele Pirro      | 6                  |
| Pramac Racing                          | Ducati             | Ducati Desmosedici GP21 | 53                 | Tito Rabat         | 4-5                |
| Pramac Racing                          | Ducati             | Ducati Desmosedici GP21 | 89                 | Jorge Martín       | 1-2, 7-18          |
| SKY VR46 Esponsorama SKY VR46 Avintia  | Ducati             | Ducati Desmosedici GP19 | 10                 | Luca Marini        | Todas              |
| Esponsorama Racing Avintia Esponsorama | Ducati             | Ducati Desmosedici GP19 | 23                 | Enea Bastianini    | Todas              |
| LCR Honda-Idemitsu                     | Honda              | Honda RC213V            | 30                 | Takaaki Nakagami   | Todas              |
| LCR Honda-Castrol                      | Honda              | Honda RC213V            | 73                 | Álex Márquez       | Todas              |
| Honda HRC                              | Honda              | Honda RC213V            | 6                  | Stefan Bradl       | 4, 14              |
| Tech3 KTM Factory Racing               | KTM                | KTM RC16                | 9                  | Danilo Petrucci    | Todas              |
| Tech3 KTM Factory Racing               | KTM                | KTM RC16                | 27                 | Iker Lecuona       | Todas              |
| Petronas Yamaha SRT                    | Yamaha             | Yamaha YZR-M1           | 04                 | Andrea Dovizioso   | 14-18              |
| Petronas Yamaha SRT                    | Yamaha             | Yamaha YZR-M1           | 21                 | Franco Morbidelli  | 1-8                |
| Petronas Yamaha SRT                    | Yamaha             | Yamaha YZR-M1           | 31                 | Garrett Gerloff    | 9                  |
| Petronas Yamaha SRT                    | Yamaha             | Yamaha YZR-M1           | 35                 | Cal Crutchlow      | 10-11              |
| Petronas Yamaha SRT                    | Yamaha             | Yamaha YZR-M1           | 46                 | Valentino Rossi    | Todas              |
| Petronas Yamaha SRT                    | Yamaha             | Yamaha YZR-M1           | 96                 | Jake Dixon         | 12-13              |

| Leyenda             |
| ------------------- |
| Piloto regular      |
| Piloto novato       |
| Piloto invitado     |
| Piloto de reemplazo |

#### Cambios de pilotos
- Tras demostrar su velocidad en la temporada 2019 y 2020, Yamaha coloca a Fabio Quartararo en su equipo de fábrica para las temporadas 2021 y 2022.[36] Para ello, la fábrica japonesa llega a un acuerdo con Valentino Rossi,[48] que finalmente ocupa la plaza que deja libre el piloto francés en el equipo Petronas.[47]
- Ducati promociona para la temporada 2021 a sus dos pilotos del Pramac, Jack Miller y Francesco Bagnaia, a su equipo de fábrica[25][26] y a Johann Zarco del Esponsorama al Pramac.[3]
- Tras 6 temporadas en Ducati, Danilo Petrucci ficha por KTM para disputar la temporada 2021 en el equipo Tech 3 reemplazando a Miguel Oliveira, ya que el portugués pasa a ocupar la plaza de Pol Espargaró en el equipo de fábrica.[32]
- Honda anuncia la contratación de Pol Espargaró para su equipo de fábrica como compañero de Marc Márquez durante las temporadas 2021 y 2022.[29]
- Tras renovar por dos temporadas, Honda coloca a Álex Márquez en su equipo satélite con material oficial, lo que supone la salida de Cal Crutchlow de la fábrica japonesa tras 6 temporadas.[43][49]
- Andrea Dovizioso no continúa en Ducati tras ocho temporadas con la fábrica italiana.[50]
- El campeón del mundo de Moto3 en la temporada 2018 Jorge Martín ficha por Ducati para disputar la temporada 2021 con el Pramac Racing.[3]
- Enea Bastianini y Luca Marini dan el salto de Moto2 a MotoGP de la mano de Ducati y competirán en el Esponsorama Racing.[2] Esto supone que Tito Rabat, a pesar de tener contrato para la temporada 2021,[51] se queda sin asiento en MotoGP.
- Aprilia confirma a Lorenzo Savadori como su piloto titular junto a Aleix Espargaró para la temporada 2021.[39]

## Pretemporada
Los test de pretemporada tendrán lugar en el mes de marzo en Catar, en el Circuito Internacional de Losail, después de que la pandemia del COVID-19 obligase a cancelar los test que se iban a celebrar en Malasia, en el circuito de Sepang, en el mes de febrero.
Antes del primer test de Catar, se realiza un test de prueba en el propio circuito catarí en el que pueden tomar parte los pilotos probadores, novatos y los oficiales de aquellos constructores que dispongan de concesiones. Para la temporada 2021, Aprilia es el único constructor con concesiones después de que KTM las perdiese gracias a sus resultados de la temporada 2020.
| N.º | Circuito                              | Mapa del circuito                             | Resultados  | Resultados       | Resultados                   | Resultados   | Resultados | Resultados |
| --- | ------------------------------------- | --------------------------------------------- | ----------- | ---------------- | ---------------------------- | ------------ | ---------- | ---------- |
| 1   | Circuito de Losail Longitud: 5,380 km |                                               | Shakedown   | Shakedown        | Shakedown                    | Shakedown    | Shakedown  | Shakedown  |
| 1   | Circuito de Losail Longitud: 5,380 km | Fecha                                         | Fecha       | Piloto           | Equipo                       | Mejor tiempo | Vueltas    |            |
| 1   | Circuito de Losail Longitud: 5,380 km | Día 1                                         | 5 de marzo  | Stefan Bradl     | Honda Test Team              | 1:55.614     | 55/60      |            |
| 1   | Circuito de Losail Longitud: 5,380 km | Resultados completos                          |             |                  |                              |              |            |            |
| 2   | Circuito de Losail Longitud: 5,380 km | Fecha                                         | Fecha       | Piloto           | Equipo                       | Mejor tiempo | Vueltas    |            |
| 2   | Circuito de Losail Longitud: 5,380 km | Día 1                                         | 6 de marzo  | Aleix Espargaró  | Aprilia Racing Team Gresini  | 1:54.687     | 42/57      |            |
| 2   | Circuito de Losail Longitud: 5,380 km | Día 2                                         | 7 de marzo  | Fabio Quartararo | Monster Energy Yamaha MotoGP | 1:53.940     | 52/59      |            |
| 2   | Circuito de Losail Longitud: 5,380 km | Resultados completos: Día 1 \| Día 2          |             |                  |                              |              |            |            |
| 3   | Circuito de Losail Longitud: 5,380 km | Fecha                                         | Fecha       | Piloto           | Equipo                       | Mejor tiempo | Vueltas    |            |
| 3   | Circuito de Losail Longitud: 5,380 km | Día 1                                         | 10 de marzo | Jack Miller      | Ducati Lenovo Team           | 1:53.183     | 51/51      |            |
| 3   | Circuito de Losail Longitud: 5,380 km | Día 2                                         | 11 de marzo | Maverick Viñales | Monster Energy Yamaha MotoGP | 1:53.244     | 58/58      |            |
| 3   | Circuito de Losail Longitud: 5,380 km | Día 3                                         | 12 de marzo | Danilo Petrucci  | Tech3 KTM Factory Racing     | 1:58.157     | 7/9        |            |
| 3   | Circuito de Losail Longitud: 5,380 km | Resultados completos: Día 1 \| Día 2 \| Día 3 |             |                  |                              |              |            |            |

## Resultados por Gran Premio
| Ronda | Fecha                      | Gran Premio | Mapa del circuito                                                | Resultados        | Resultados        | Resultados                   | Resultados                   |
| ----- | -------------------------- | --- | ---------------------------------------------------------------- | ----------------- | ----------------- | ---------------------------- | ---------------------------- |
| 1     | 26, 27 y 28 de marzo       | Gran Premio de Catar Circuito de Losail Longitud: 5,380 km Vueltas: 22 Distancia de carrera: 118,36 km Ganador 2019: Andrea Dovizioso - Ducati Team                                                             |                                                                  | FP1               | Franco Morbidelli | Pole Position                | Francesco Bagnaia (1:52.772) |
| 1     | 26, 27 y 28 de marzo       | Gran Premio de Catar Circuito de Losail Longitud: 5,380 km Vueltas: 22 Distancia de carrera: 118,36 km Ganador 2019: Andrea Dovizioso - Ducati Team                                                             | FP2                                                              | Jack Miller       | Warm Up           | Fabio Quartararo             |                              |
| 1     | 26, 27 y 28 de marzo       | Gran Premio de Catar Circuito de Losail Longitud: 5,380 km Vueltas: 22 Distancia de carrera: 118,36 km Ganador 2019: Andrea Dovizioso - Ducati Team                                                             | FP3                                                              | Franco Morbidelli | Ganador           | Maverick Viñales             |                              |
| 1     | 26, 27 y 28 de marzo       | Gran Premio de Catar Circuito de Losail Longitud: 5,380 km Vueltas: 22 Distancia de carrera: 118,36 km Ganador 2019: Andrea Dovizioso - Ducati Team                                                             | FP4                                                              | Maverick Viñales  | 2.o puesto        | Johann Zarco                 |                              |
| 1     | 26, 27 y 28 de marzo       | Gran Premio de Catar Circuito de Losail Longitud: 5,380 km Vueltas: 22 Distancia de carrera: 118,36 km Ganador 2019: Andrea Dovizioso - Ducati Team                                                             | Q1                                                               | Takaaki Nakagami  | 3.er puesto       | Francesco Bagnaia            |                              |
| 1     | 26, 27 y 28 de marzo       | Gran Premio de Catar Circuito de Losail Longitud: 5,380 km Vueltas: 22 Distancia de carrera: 118,36 km Ganador 2019: Andrea Dovizioso - Ducati Team                                                             | Q1                                                               | Joan Mir          | Vuelta rápida     | Maverick Viñales (1:54.624)  |                              |
| 1     | 26, 27 y 28 de marzo       | Gran Premio de Catar Circuito de Losail Longitud: 5,380 km Vueltas: 22 Distancia de carrera: 118,36 km Ganador 2019: Andrea Dovizioso - Ducati Team                                                             | Resultados completos: Entrenamientos \| Clasificación \| Carrera |                   |                   |                              |                              |
| 2     | 2, 3 y 4 de abril          | Gran Premio de Doha Circuito de Losail Longitud: 5,380 km Vueltas: 22 Distancia de carrera: 118,36 km | FP1                                                              | Aleix Espargaró   | Pole Position     | Jorge Martín (1:53.106)      |                              |
| 2     | 2, 3 y 4 de abril          | Gran Premio de Doha Circuito de Losail Longitud: 5,380 km Vueltas: 22 Distancia de carrera: 118,36 km | FP2                                                              | Jack Miller       | Warm Up           | Johann Zarco                 |                              |
| 2     | 2, 3 y 4 de abril          | Gran Premio de Doha Circuito de Losail Longitud: 5,380 km Vueltas: 22 Distancia de carrera: 118,36 km | FP3                                                              | Fabio Quartararo  | Ganador           | Fabio Quartararo             |                              |
| 2     | 2, 3 y 4 de abril          | Gran Premio de Doha Circuito de Losail Longitud: 5,380 km Vueltas: 22 Distancia de carrera: 118,36 km | FP4                                                              | Johann Zarco      | 2.o puesto        | Johann Zarco                 |                              |
| 2     | 2, 3 y 4 de abril          | Gran Premio de Doha Circuito de Losail Longitud: 5,380 km Vueltas: 22 Distancia de carrera: 118,36 km | Q1                                                               | Joan Mir          | 3.er puesto       | Jorge Martín                 |                              |
| 2     | 2, 3 y 4 de abril          | Gran Premio de Doha Circuito de Losail Longitud: 5,380 km Vueltas: 22 Distancia de carrera: 118,36 km | Q1                                                               | Miguel Oliveira   | Vuelta rápida     | Francesco Bagnaia (1:54.491) |                              |
| 2     | 2, 3 y 4 de abril          | Gran Premio de Doha Circuito de Losail Longitud: 5,380 km Vueltas: 22 Distancia de carrera: 118,36 km | Resultados completos: Entrenamientos \| Clasificación \| Carrera |                   |                   |                              |                              |
| 3     | 16, 17 y 18 de abril       | Gran Premio de Portugal Autódromo Internacional do Algarve Longitud: 4,592 km Vueltas: 25 Distancia de carrera: 114,8 km Ganador 2020: Miguel Oliveira - Red Bull KTM Tech 3                                    |                                                                  | FP1               | Maverick Viñales  | Pole Position                | Fabio Quartararo (1:38.862)  |
| 3     | 16, 17 y 18 de abril       | Gran Premio de Portugal Autódromo Internacional do Algarve Longitud: 4,592 km Vueltas: 25 Distancia de carrera: 114,8 km Ganador 2020: Miguel Oliveira - Red Bull KTM Tech 3                                    | FP2                                                              | Francesco Bagnaia | Warm Up           | Jack Miller                  |                              |
| 3     | 16, 17 y 18 de abril       | Gran Premio de Portugal Autódromo Internacional do Algarve Longitud: 4,592 km Vueltas: 25 Distancia de carrera: 114,8 km Ganador 2020: Miguel Oliveira - Red Bull KTM Tech 3                                    | FP3                                                              | Fabio Quartararo  | Ganador           | Fabio Quartararo             |                              |
| 3     | 16, 17 y 18 de abril       | Gran Premio de Portugal Autódromo Internacional do Algarve Longitud: 4,592 km Vueltas: 25 Distancia de carrera: 114,8 km Ganador 2020: Miguel Oliveira - Red Bull KTM Tech 3                                    | FP4                                                              | Fabio Quartararo  | 2.o puesto        | Francesco Bagnaia            |                              |
| 3     | 16, 17 y 18 de abril       | Gran Premio de Portugal Autódromo Internacional do Algarve Longitud: 4,592 km Vueltas: 25 Distancia de carrera: 114,8 km Ganador 2020: Miguel Oliveira - Red Bull KTM Tech 3                                    | Q1                                                               | Marc Márquez      | 3.er puesto       | Joan Mir                     |                              |
| 3     | 16, 17 y 18 de abril       | Gran Premio de Portugal Autódromo Internacional do Algarve Longitud: 4,592 km Vueltas: 25 Distancia de carrera: 114,8 km Ganador 2020: Miguel Oliveira - Red Bull KTM Tech 3                                    | Q1                                                               | Joan Mir          | Vuelta rápida     | Álex Rins (1:39.450)         |                              |
| 3     | 16, 17 y 18 de abril       | Gran Premio de Portugal Autódromo Internacional do Algarve Longitud: 4,592 km Vueltas: 25 Distancia de carrera: 114,8 km Ganador 2020: Miguel Oliveira - Red Bull KTM Tech 3                                    | Resultados completos: Entrenamientos \| Clasificación \| Carrera |                   |                   |                              |                              |
| 4     | 30 de abril, 1 y 2 de mayo | Gran Premio de España Circuito de Jerez-Ángel Nieto Longitud: 4,423 km Vueltas: 25 Distancia de carrera: 110,575 km Ganador 2020: Fabio Quartararo - Petronas Yamaha SRT                                        |                                                                  | FP1               | Brad Binder       | Pole Position                | Fabio Quartararo (1:35.755)  |
| 4     | 30 de abril, 1 y 2 de mayo | Gran Premio de España Circuito de Jerez-Ángel Nieto Longitud: 4,423 km Vueltas: 25 Distancia de carrera: 110,575 km Ganador 2020: Fabio Quartararo - Petronas Yamaha SRT                                        | FP2                                                              | Francesco Bagnaia | Warm Up           | Johann Zarco                 |                              |
| 4     | 30 de abril, 1 y 2 de mayo | Gran Premio de España Circuito de Jerez-Ángel Nieto Longitud: 4,423 km Vueltas: 25 Distancia de carrera: 110,575 km Ganador 2020: Fabio Quartararo - Petronas Yamaha SRT                                        | FP3                                                              | Takaaki Nakagami  | Ganador           | Jack Miller                  |                              |
| 4     | 30 de abril, 1 y 2 de mayo | Gran Premio de España Circuito de Jerez-Ángel Nieto Longitud: 4,423 km Vueltas: 25 Distancia de carrera: 110,575 km Ganador 2020: Fabio Quartararo - Petronas Yamaha SRT                                        | FP4                                                              | Fabio Quartararo  | 2.o puesto        | Francesco Bagnaia            |                              |
| 4     | 30 de abril, 1 y 2 de mayo | Gran Premio de España Circuito de Jerez-Ángel Nieto Longitud: 4,423 km Vueltas: 25 Distancia de carrera: 110,575 km Ganador 2020: Fabio Quartararo - Petronas Yamaha SRT                                        | Q1                                                               | Franco Morbidelli | 3.er puesto       | Franco Morbidelli            |                              |
| 4     | 30 de abril, 1 y 2 de mayo | Gran Premio de España Circuito de Jerez-Ángel Nieto Longitud: 4,423 km Vueltas: 25 Distancia de carrera: 110,575 km Ganador 2020: Fabio Quartararo - Petronas Yamaha SRT                                        | Q1                                                               | Brad Binder       | Vuelta rápida     | Fabio Quartararo (1:37.770)  |                              |
| 4     | 30 de abril, 1 y 2 de mayo | Gran Premio de España Circuito de Jerez-Ángel Nieto Longitud: 4,423 km Vueltas: 25 Distancia de carrera: 110,575 km Ganador 2020: Fabio Quartararo - Petronas Yamaha SRT                                        | Resultados completos: Entrenamientos \| Clasificación \| Carrera |                   |                   |                              |                              |
| 5     | 14, 15 y 16 de mayo        | Gran Premio de Francia Circuito de Bugatti Longitud: 4,185 km Vueltas: 27 Distancia de carrera: 112,995 km Ganador 2020: Danilo Petrucci - Ducati Team                                                          |                                                                  | FP1               | Jack Miller       | Pole Position                | Fabio Quartararo (1:32.600)  |
| 5     | 14, 15 y 16 de mayo        | Gran Premio de Francia Circuito de Bugatti Longitud: 4,185 km Vueltas: 27 Distancia de carrera: 112,995 km Ganador 2020: Danilo Petrucci - Ducati Team                                                          | FP2                                                              | Johann Zarco      | Warm Up           | Danilo Petrucci              |                              |
| 5     | 14, 15 y 16 de mayo        | Gran Premio de Francia Circuito de Bugatti Longitud: 4,185 km Vueltas: 27 Distancia de carrera: 112,995 km Ganador 2020: Danilo Petrucci - Ducati Team                                                          | FP3                                                              | Marc Márquez      | Ganador           | Jack Miller                  |                              |
| 5     | 14, 15 y 16 de mayo        | Gran Premio de Francia Circuito de Bugatti Longitud: 4,185 km Vueltas: 27 Distancia de carrera: 112,995 km Ganador 2020: Danilo Petrucci - Ducati Team                                                          | FP4                                                              | Fabio Quartararo  | 2.o puesto        | Johann Zarco                 |                              |
| 5     | 14, 15 y 16 de mayo        | Gran Premio de Francia Circuito de Bugatti Longitud: 4,185 km Vueltas: 27 Distancia de carrera: 112,995 km Ganador 2020: Danilo Petrucci - Ducati Team                                                          | Q1                                                               | Lorenzo Savadori  | 3.er puesto       | Fabio Quartararo             |                              |
| 5     | 14, 15 y 16 de mayo        | Gran Premio de Francia Circuito de Bugatti Longitud: 4,185 km Vueltas: 27 Distancia de carrera: 112,995 km Ganador 2020: Danilo Petrucci - Ducati Team                                                          | Q1                                                               | Luca Marini       | Vuelta rápida     | Fabio Quartararo (1:33.048)  |                              |
| 5     | 14, 15 y 16 de mayo        | Gran Premio de Francia Circuito de Bugatti Longitud: 4,185 km Vueltas: 27 Distancia de carrera: 112,995 km Ganador 2020: Danilo Petrucci - Ducati Team                                                          | Resultados completos: Entrenamientos \| Clasificación \| Carrera |                   |                   |                              |                              |
| 6     | 28, 29 y 30 de mayo        | Gran Premio de Italia Autódromo Internacional del Mugello Longitud: 5,245 km Vueltas: 23 Distancia de carrera: 120,635 km Ganador 2019: Danilo Petrucci - Ducati Team                                           |                                                                  | FP1               | Maverick Viñales  | Pole Position                | Fabio Quartararo (1:45.187)  |
| 6     | 28, 29 y 30 de mayo        | Gran Premio de Italia Autódromo Internacional del Mugello Longitud: 5,245 km Vueltas: 23 Distancia de carrera: 120,635 km Ganador 2019: Danilo Petrucci - Ducati Team                                           | FP2                                                              | Francesco Bagnaia | Warm Up           | Takaaki Nakagami             |                              |
| 6     | 28, 29 y 30 de mayo        | Gran Premio de Italia Autódromo Internacional del Mugello Longitud: 5,245 km Vueltas: 23 Distancia de carrera: 120,635 km Ganador 2019: Danilo Petrucci - Ducati Team                                           | FP3                                                              | Francesco Bagnaia | Ganador           | Fabio Quartararo             |                              |
| 6     | 28, 29 y 30 de mayo        | Gran Premio de Italia Autódromo Internacional del Mugello Longitud: 5,245 km Vueltas: 23 Distancia de carrera: 120,635 km Ganador 2019: Danilo Petrucci - Ducati Team                                           | FP4                                                              | Fabio Quartararo  | 2.o puesto        | Miguel Oliveira              |                              |
| 6     | 28, 29 y 30 de mayo        | Gran Premio de Italia Autódromo Internacional del Mugello Longitud: 5,245 km Vueltas: 23 Distancia de carrera: 120,635 km Ganador 2019: Danilo Petrucci - Ducati Team                                           | Q1                                                               | Marc Márquez      | 3.er puesto       | Joan Mir                     |                              |
| 6     | 28, 29 y 30 de mayo        | Gran Premio de Italia Autódromo Internacional del Mugello Longitud: 5,245 km Vueltas: 23 Distancia de carrera: 120,635 km Ganador 2019: Danilo Petrucci - Ducati Team                                           | Q1                                                               | Aleix Espargaró   | Vuelta rápida     | Johann Zarco (1:46.810)      |                              |
| 6     | 28, 29 y 30 de mayo        | Gran Premio de Italia Autódromo Internacional del Mugello Longitud: 5,245 km Vueltas: 23 Distancia de carrera: 120,635 km Ganador 2019: Danilo Petrucci - Ducati Team                                           | Resultados completos: Entrenamientos \| Clasificación \| Carrera |                   |                   |                              |                              |
| 7     | 4, 5 y 6 de junio          | Gran Premio de Cataluña Circuito de Barcelona-Cataluña Longitud: 4,657 km Vueltas: 24 Distancia de carrera: 111,768 km Ganador 2020: Fabio Quartararo - Petronas Yamaha SRT                                     |                                                                  | FP1               | Aleix Espargaró   | Pole Position                | Fabio Quartararo (1:38.853)  |
| 7     | 4, 5 y 6 de junio          | Gran Premio de Cataluña Circuito de Barcelona-Cataluña Longitud: 4,657 km Vueltas: 24 Distancia de carrera: 111,768 km Ganador 2020: Fabio Quartararo - Petronas Yamaha SRT                                     | FP2                                                              | Johann Zarco      | Warm Up           | Takaaki Nakagami             |                              |
| 7     | 4, 5 y 6 de junio          | Gran Premio de Cataluña Circuito de Barcelona-Cataluña Longitud: 4,657 km Vueltas: 24 Distancia de carrera: 111,768 km Ganador 2020: Fabio Quartararo - Petronas Yamaha SRT                                     | FP3                                                              | Franco Morbidelli | Ganador           | Miguel Oliveira              |                              |
| 7     | 4, 5 y 6 de junio          | Gran Premio de Cataluña Circuito de Barcelona-Cataluña Longitud: 4,657 km Vueltas: 24 Distancia de carrera: 111,768 km Ganador 2020: Fabio Quartararo - Petronas Yamaha SRT                                     | FP4                                                              | Fabio Quartararo  | 2.o puesto        | Johann Zarco                 |                              |
| 7     | 4, 5 y 6 de junio          | Gran Premio de Cataluña Circuito de Barcelona-Cataluña Longitud: 4,657 km Vueltas: 24 Distancia de carrera: 111,768 km Ganador 2020: Fabio Quartararo - Petronas Yamaha SRT                                     | Q1                                                               | Jack Miller       | 3.er puesto       | Jack Miller                  |                              |
| 7     | 4, 5 y 6 de junio          | Gran Premio de Cataluña Circuito de Barcelona-Cataluña Longitud: 4,657 km Vueltas: 24 Distancia de carrera: 111,768 km Ganador 2020: Fabio Quartararo - Petronas Yamaha SRT                                     | Q1                                                               | Pol Espargaró     | Vuelta rápida     | Johann Zarco (1:39.939)      |                              |
| 7     | 4, 5 y 6 de junio          | Gran Premio de Cataluña Circuito de Barcelona-Cataluña Longitud: 4,657 km Vueltas: 24 Distancia de carrera: 111,768 km Ganador 2020: Fabio Quartararo - Petronas Yamaha SRT                                     | Resultados completos: Entrenamientos \| Clasificación \| Carrera |                   |                   |                              |                              |
| 8     | 18, 19 y 20 de junio       | Gran Premio de Alemania Sachsenring Longitud: 3,671 km Vueltas: 30 Distancia de carrera: 110,13 km Ganador 2019: Marc Márquez - Repsol Honda Team                                                               |                                                                  | FP1               | Marc Márquez      | Pole Position                | Johann Zarco (1:20.236)      |
| 8     | 18, 19 y 20 de junio       | Gran Premio de Alemania Sachsenring Longitud: 3,671 km Vueltas: 30 Distancia de carrera: 110,13 km Ganador 2019: Marc Márquez - Repsol Honda Team                                                               | FP2                                                              | Miguel Oliveira   | Warm Up           | Fabio Quartararo             |                              |
| 8     | 18, 19 y 20 de junio       | Gran Premio de Alemania Sachsenring Longitud: 3,671 km Vueltas: 30 Distancia de carrera: 110,13 km Ganador 2019: Marc Márquez - Repsol Honda Team                                                               | FP3                                                              | Fabio Quartararo  | Ganador           | Marc Márquez                 |                              |
| 8     | 18, 19 y 20 de junio       | Gran Premio de Alemania Sachsenring Longitud: 3,671 km Vueltas: 30 Distancia de carrera: 110,13 km Ganador 2019: Marc Márquez - Repsol Honda Team                                                               | FP4                                                              | Johann Zarco      | 2.o puesto        | Miguel Oliveira              |                              |
| 8     | 18, 19 y 20 de junio       | Gran Premio de Alemania Sachsenring Longitud: 3,671 km Vueltas: 30 Distancia de carrera: 110,13 km Ganador 2019: Marc Márquez - Repsol Honda Team                                                               | Q1                                                               | Álex Rins         | 3.er puesto       | Fabio Quartararo             |                              |
| 8     | 18, 19 y 20 de junio       | Gran Premio de Alemania Sachsenring Longitud: 3,671 km Vueltas: 30 Distancia de carrera: 110,13 km Ganador 2019: Marc Márquez - Repsol Honda Team                                                               | Q1                                                               | Pol Espargaró     | Vuelta rápida     | Miguel Oliveira (1:21.701)   |                              |
| 8     | 18, 19 y 20 de junio       | Gran Premio de Alemania Sachsenring Longitud: 3,671 km Vueltas: 30 Distancia de carrera: 110,13 km Ganador 2019: Marc Márquez - Repsol Honda Team                                                               | Resultados completos: Entrenamientos \| Clasificación \| Carrera |                   |                   |                              |                              |
| 9     | 25, 26 y 27 de junio       | TT Assen Circuito de Assen Longitud: 4,542 km Vueltas: 26 Distancia de carrera: 118,092 km Ganador 2019: Maverick Viñales - Monster Energy Yamaha MotoGP                                                        |                                                                  | FP1               | Maverick Viñales  | Pole Position                | Maverick Viñales (1:31.814)  |
| 9     | 25, 26 y 27 de junio       | TT Assen Circuito de Assen Longitud: 4,542 km Vueltas: 26 Distancia de carrera: 118,092 km Ganador 2019: Maverick Viñales - Monster Energy Yamaha MotoGP                                                        | FP2                                                              | Maverick Viñales  | Warm Up           | Maverick Viñales             |                              |
| 9     | 25, 26 y 27 de junio       | TT Assen Circuito de Assen Longitud: 4,542 km Vueltas: 26 Distancia de carrera: 118,092 km Ganador 2019: Maverick Viñales - Monster Energy Yamaha MotoGP                                                        | FP3                                                              | Maverick Viñales  | Ganador           | Fabio Quartararo             |                              |
| 9     | 25, 26 y 27 de junio       | TT Assen Circuito de Assen Longitud: 4,542 km Vueltas: 26 Distancia de carrera: 118,092 km Ganador 2019: Maverick Viñales - Monster Energy Yamaha MotoGP                                                        | FP4                                                              | Fabio Quartararo  | 2.o puesto        | Maverick Viñales             |                              |
| 9     | 25, 26 y 27 de junio       | TT Assen Circuito de Assen Longitud: 4,542 km Vueltas: 26 Distancia de carrera: 118,092 km Ganador 2019: Maverick Viñales - Monster Energy Yamaha MotoGP                                                        | Q1                                                               | Johann Zarco      | 3.er puesto       | Joan Mir                     |                              |
| 9     | 25, 26 y 27 de junio       | TT Assen Circuito de Assen Longitud: 4,542 km Vueltas: 26 Distancia de carrera: 118,092 km Ganador 2019: Maverick Viñales - Monster Energy Yamaha MotoGP                                                        | Q1                                                               | Francesco Bagnaia | Vuelta rápida     | Fabio Quartararo (1:32.869)  |                              |
| 9     | 25, 26 y 27 de junio       | TT Assen Circuito de Assen Longitud: 4,542 km Vueltas: 26 Distancia de carrera: 118,092 km Ganador 2019: Maverick Viñales - Monster Energy Yamaha MotoGP                                                        | Resultados completos: Entrenamientos \| Clasificación \| Carrera |                   |                   |                              |                              |
| 10    | 6, 7 y 8 de agosto         | Gran Premio de Estiria Red Bull Ring Longitud: 4,318 km Vueltas: 28 Distancia de carrera: 120,904 km Ganador 2020: Miguel Oliveira - Red Bull KTM Tech 3                                                        |                                                                  | FP1               | Takaaki Nakagami  | Pole Position                | Jorge Martín (1:22.994)      |
| 10    | 6, 7 y 8 de agosto         | Gran Premio de Estiria Red Bull Ring Longitud: 4,318 km Vueltas: 28 Distancia de carrera: 120,904 km Ganador 2020: Miguel Oliveira - Red Bull KTM Tech 3                                                        | FP2                                                              | Lorenzo Savadori  | Warm Up           | Marc Márquez                 |                              |
| 10    | 6, 7 y 8 de agosto         | Gran Premio de Estiria Red Bull Ring Longitud: 4,318 km Vueltas: 28 Distancia de carrera: 120,904 km Ganador 2020: Miguel Oliveira - Red Bull KTM Tech 3                                                        | FP3                                                              | Francesco Bagnaia | Ganador           | Jorge Martín                 |                              |
| 10    | 6, 7 y 8 de agosto         | Gran Premio de Estiria Red Bull Ring Longitud: 4,318 km Vueltas: 28 Distancia de carrera: 120,904 km Ganador 2020: Miguel Oliveira - Red Bull KTM Tech 3                                                        | FP4                                                              | Fabio Quartararo  | 2.o puesto        | Joan Mir                     |                              |
| 10    | 6, 7 y 8 de agosto         | Gran Premio de Estiria Red Bull Ring Longitud: 4,318 km Vueltas: 28 Distancia de carrera: 120,904 km Ganador 2020: Miguel Oliveira - Red Bull KTM Tech 3                                                        | Q1                                                               | Álex Márquez      | 3.er puesto       | Fabio Quartararo             |                              |
| 10    | 6, 7 y 8 de agosto         | Gran Premio de Estiria Red Bull Ring Longitud: 4,318 km Vueltas: 28 Distancia de carrera: 120,904 km Ganador 2020: Miguel Oliveira - Red Bull KTM Tech 3                                                        | Q1                                                               | Miguel Oliveira   | Vuelta rápida     | Joan Mir (1:24.209)          |                              |
| 10    | 6, 7 y 8 de agosto         | Gran Premio de Estiria Red Bull Ring Longitud: 4,318 km Vueltas: 28 Distancia de carrera: 120,904 km Ganador 2020: Miguel Oliveira - Red Bull KTM Tech 3                                                        | Resultados completos: Entrenamientos \| Clasificación \| Carrera |                   |                   |                              |                              |
| 11    | 13, 14 y 15 de agosto      | Gran Premio de Austria Red Bull Ring Longitud: 4,318 km Vueltas: 28 Distancia de carrera: 120,904 km Ganador 2020: Andrea Dovizioso - Ducati Team                                                               | FP1                                                              | Johann Zarco      | Pole Position     | Jorge Martín (1:22.643)      |                              |
| 11    | 13, 14 y 15 de agosto      | Gran Premio de Austria Red Bull Ring Longitud: 4,318 km Vueltas: 28 Distancia de carrera: 120,904 km Ganador 2020: Andrea Dovizioso - Ducati Team                                                               | FP2                                                              | Iker Lecuona      | Warm Up           | Fabio Quartararo             |                              |
| 11    | 13, 14 y 15 de agosto      | Gran Premio de Austria Red Bull Ring Longitud: 4,318 km Vueltas: 28 Distancia de carrera: 120,904 km Ganador 2020: Andrea Dovizioso - Ducati Team                                                               | FP3                                                              | Francesco Bagnaia | Ganador           | Brad Binder                  |                              |
| 11    | 13, 14 y 15 de agosto      | Gran Premio de Austria Red Bull Ring Longitud: 4,318 km Vueltas: 28 Distancia de carrera: 120,904 km Ganador 2020: Andrea Dovizioso - Ducati Team                                                               | FP4                                                              | Fabio Quartararo  | 2.o puesto        | Francesco Bagnaia            |                              |
| 11    | 13, 14 y 15 de agosto      | Gran Premio de Austria Red Bull Ring Longitud: 4,318 km Vueltas: 28 Distancia de carrera: 120,904 km Ganador 2020: Andrea Dovizioso - Ducati Team                                                               | Q1                                                               | Jorge Martín      | 3.er puesto       | Jorge Martín                 |                              |
| 11    | 13, 14 y 15 de agosto      | Gran Premio de Austria Red Bull Ring Longitud: 4,318 km Vueltas: 28 Distancia de carrera: 120,904 km Ganador 2020: Andrea Dovizioso - Ducati Team                                                               | Q1                                                               | Miguel Oliveira   | Vuelta rápida     | Fabio Quartararo (1:24.451)  |                              |
| 11    | 13, 14 y 15 de agosto      | Gran Premio de Austria Red Bull Ring Longitud: 4,318 km Vueltas: 28 Distancia de carrera: 120,904 km Ganador 2020: Andrea Dovizioso - Ducati Team                                                               | Resultados completos: Entrenamientos \| Clasificación \| Carrera |                   |                   |                              |                              |
| 12    | 27, 28 y 29 de agosto      | Gran Premio de Gran Bretaña Silverstone Longitud: 5,900 km Vueltas: 20 Distancia de carrera: 118 km Ganador 2019: Álex Rins - Team SUZUKI ECSTAR                                                                |                                                                  | FP1               | Marc Márquez      | Pole Position                | Pol Espargaró (1:58.889)     |
| 12    | 27, 28 y 29 de agosto      | Gran Premio de Gran Bretaña Silverstone Longitud: 5,900 km Vueltas: 20 Distancia de carrera: 118 km Ganador 2019: Álex Rins - Team SUZUKI ECSTAR                                                                | FP2                                                              | Fabio Quartararo  | Warm Up           | Aleix Espargaró              |                              |
| 12    | 27, 28 y 29 de agosto      | Gran Premio de Gran Bretaña Silverstone Longitud: 5,900 km Vueltas: 20 Distancia de carrera: 118 km Ganador 2019: Álex Rins - Team SUZUKI ECSTAR                                                                | FP3                                                              | Jack Miller       | Ganador           | Fabio Quartararo             |                              |
| 12    | 27, 28 y 29 de agosto      | Gran Premio de Gran Bretaña Silverstone Longitud: 5,900 km Vueltas: 20 Distancia de carrera: 118 km Ganador 2019: Álex Rins - Team SUZUKI ECSTAR                                                                | FP4                                                              | Fabio Quartararo  | 2.o puesto        | Álex Rins                    |                              |
| 12    | 27, 28 y 29 de agosto      | Gran Premio de Gran Bretaña Silverstone Longitud: 5,900 km Vueltas: 20 Distancia de carrera: 118 km Ganador 2019: Álex Rins - Team SUZUKI ECSTAR                                                                | Q1                                                               | Johann Zarco      | 3.er puesto       | Aleix Espargaró              |                              |
| 12    | 27, 28 y 29 de agosto      | Gran Premio de Gran Bretaña Silverstone Longitud: 5,900 km Vueltas: 20 Distancia de carrera: 118 km Ganador 2019: Álex Rins - Team SUZUKI ECSTAR                                                                | Q1                                                               | Álex Rins         | Vuelta rápida     | Fabio Quartararo (2:00.098)  |                              |
| 12    | 27, 28 y 29 de agosto      | Gran Premio de Gran Bretaña Silverstone Longitud: 5,900 km Vueltas: 20 Distancia de carrera: 118 km Ganador 2019: Álex Rins - Team SUZUKI ECSTAR                                                                | Resultados completos: Entrenamientos \| Clasificación \| Carrera |                   |                   |                              |                              |
| 13    | 10, 11 y 12 de septiembre  | Gran Premio de Aragón MotorLand Aragón Longitud: 5,077 km Vueltas: 23 Distancia de carrera: 116,771 km Ganador 2020: Álex Rins - Team SUZUKI ECSTAR                                                             |                                                                  | FP1               | Marc Márquez      | Pole Position                | Francesco Bagnaia (1:46.322) |
| 13    | 10, 11 y 12 de septiembre  | Gran Premio de Aragón MotorLand Aragón Longitud: 5,077 km Vueltas: 23 Distancia de carrera: 116,771 km Ganador 2020: Álex Rins - Team SUZUKI ECSTAR                                                             | FP2                                                              | Jack Miller       | Warm Up           | Francesco Bagnaia            |                              |
| 13    | 10, 11 y 12 de septiembre  | Gran Premio de Aragón MotorLand Aragón Longitud: 5,077 km Vueltas: 23 Distancia de carrera: 116,771 km Ganador 2020: Álex Rins - Team SUZUKI ECSTAR                                                             | FP3                                                              | Fabio Quartararo  | Ganador           | Francesco Bagnaia            |                              |
| 13    | 10, 11 y 12 de septiembre  | Gran Premio de Aragón MotorLand Aragón Longitud: 5,077 km Vueltas: 23 Distancia de carrera: 116,771 km Ganador 2020: Álex Rins - Team SUZUKI ECSTAR                                                             | FP4                                                              | Marc Márquez      | 2.o puesto        | Marc Márquez                 |                              |
| 13    | 10, 11 y 12 de septiembre  | Gran Premio de Aragón MotorLand Aragón Longitud: 5,077 km Vueltas: 23 Distancia de carrera: 116,771 km Ganador 2020: Álex Rins - Team SUZUKI ECSTAR                                                             | Q1                                                               | Johann Zarco      | 3.er puesto       | Joan Mir                     |                              |
| 13    | 10, 11 y 12 de septiembre  | Gran Premio de Aragón MotorLand Aragón Longitud: 5,077 km Vueltas: 23 Distancia de carrera: 116,771 km Ganador 2020: Álex Rins - Team SUZUKI ECSTAR                                                             | Q1                                                               | Brad Binder       | Vuelta rápida     | Marc Márquez (1:48.139)      |                              |
| 13    | 10, 11 y 12 de septiembre  | Gran Premio de Aragón MotorLand Aragón Longitud: 5,077 km Vueltas: 23 Distancia de carrera: 116,771 km Ganador 2020: Álex Rins - Team SUZUKI ECSTAR                                                             | Resultados completos: Entrenamientos \| Clasificación \| Carrera |                   |                   |                              |                              |
| 14    | 17, 18 y 19 de septiembre  | Gran Premio de San Marino y de la Riviera de Rimini Misano World Circuit Marco Simoncelli Longitud: 4,226 km Vueltas: 27 Distancia de carrera: 114,102 km Ganador 2020: Franco Morbidelli - Petronas Yamaha SRT |                                                                  | FP1               | Maverick Viñales  | Pole Position                | Francesco Bagnaia (1:31.065) |
| 14    | 17, 18 y 19 de septiembre  | Gran Premio de San Marino y de la Riviera de Rimini Misano World Circuit Marco Simoncelli Longitud: 4,226 km Vueltas: 27 Distancia de carrera: 114,102 km Ganador 2020: Franco Morbidelli - Petronas Yamaha SRT | FP2                                                              | Johann Zarco      | Warm Up           | Álex Rins                    |                              |
| 14    | 17, 18 y 19 de septiembre  | Gran Premio de San Marino y de la Riviera de Rimini Misano World Circuit Marco Simoncelli Longitud: 4,226 km Vueltas: 27 Distancia de carrera: 114,102 km Ganador 2020: Franco Morbidelli - Petronas Yamaha SRT | FP3                                                              | Francesco Bagnaia | Ganador           | Francesco Bagnaia            |                              |
| 14    | 17, 18 y 19 de septiembre  | Gran Premio de San Marino y de la Riviera de Rimini Misano World Circuit Marco Simoncelli Longitud: 4,226 km Vueltas: 27 Distancia de carrera: 114,102 km Ganador 2020: Franco Morbidelli - Petronas Yamaha SRT | FP4                                                              | Fabio Quartararo  | 2.o puesto        | Fabio Quartararo             |                              |
| 14    | 17, 18 y 19 de septiembre  | Gran Premio de San Marino y de la Riviera de Rimini Misano World Circuit Marco Simoncelli Longitud: 4,226 km Vueltas: 27 Distancia de carrera: 114,102 km Ganador 2020: Franco Morbidelli - Petronas Yamaha SRT | Q1                                                               | Enea Bastianini   | 3.er puesto       | Enea Bastianini              |                              |
| 14    | 17, 18 y 19 de septiembre  | Gran Premio de San Marino y de la Riviera de Rimini Misano World Circuit Marco Simoncelli Longitud: 4,226 km Vueltas: 27 Distancia de carrera: 114,102 km Ganador 2020: Franco Morbidelli - Petronas Yamaha SRT | Q1                                                               | Marc Márquez      | Vuelta rápida     | Enea Bastianini (1:32.242)   |                              |
| 14    | 17, 18 y 19 de septiembre  | Gran Premio de San Marino y de la Riviera de Rimini Misano World Circuit Marco Simoncelli Longitud: 4,226 km Vueltas: 27 Distancia de carrera: 114,102 km Ganador 2020: Franco Morbidelli - Petronas Yamaha SRT | Resultados completos: Entrenamientos \| Clasificación \| Carrera |                   |                   |                              |                              |
| 15    | 1, 2 y 3 de octubre        | Gran Premio de las Américas Circuito de las Américas Longitud: 5,513 km Vueltas: 20 Distancia de carrera: 110,26 km Ganador 2019: Álex Rins - Team Suzuki Ecstar MotoGP                                         |                                                                  | FP1               | Marc Márquez      | Pole Position                | Francesco Bagnaia (2:02.781) |
| 15    | 1, 2 y 3 de octubre        | Gran Premio de las Américas Circuito de las Américas Longitud: 5,513 km Vueltas: 20 Distancia de carrera: 110,26 km Ganador 2019: Álex Rins - Team Suzuki Ecstar MotoGP                                         | FP2                                                              | Marc Márquez      | Warm Up           | Takaaki Nakagami             |                              |
| 15    | 1, 2 y 3 de octubre        | Gran Premio de las Américas Circuito de las Américas Longitud: 5,513 km Vueltas: 20 Distancia de carrera: 110,26 km Ganador 2019: Álex Rins - Team Suzuki Ecstar MotoGP                                         | FP3                                                              | Jack Miller       | Ganador           | Marc Márquez                 |                              |
| 15    | 1, 2 y 3 de octubre        | Gran Premio de las Américas Circuito de las Américas Longitud: 5,513 km Vueltas: 20 Distancia de carrera: 110,26 km Ganador 2019: Álex Rins - Team Suzuki Ecstar MotoGP                                         | FP4                                                              | Jack Miller       | 2.o puesto        | Fabio Quartararo             |                              |
| 15    | 1, 2 y 3 de octubre        | Gran Premio de las Américas Circuito de las Américas Longitud: 5,513 km Vueltas: 20 Distancia de carrera: 110,26 km Ganador 2019: Álex Rins - Team Suzuki Ecstar MotoGP                                         | Q1                                                               | Luca Marini       | 3.er puesto       | Francesco Bagnaia            |                              |
| 15    | 1, 2 y 3 de octubre        | Gran Premio de las Américas Circuito de las Américas Longitud: 5,513 km Vueltas: 20 Distancia de carrera: 110,26 km Ganador 2019: Álex Rins - Team Suzuki Ecstar MotoGP                                         | Q1                                                               | Joan Mir          | Vuelta rápida     | Marc Márquez (2:04.368)      |                              |
| 15    | 1, 2 y 3 de octubre        | Gran Premio de las Américas Circuito de las Américas Longitud: 5,513 km Vueltas: 20 Distancia de carrera: 110,26 km Ganador 2019: Álex Rins - Team Suzuki Ecstar MotoGP                                         | Resultados completos: Entrenamientos \| Clasificación \| Carrera |                   |                   |                              |                              |
| 16    | 22, 23 y 24 de octubre     | Gran Premio de Emilia-Romagna Misano World Circuit Marco Simoncelli Longitud: 4,226 km Vueltas: 27 Distancia de carrera: 114,102 km Ganador 2020: Maverick Viñales - Monster Energy Yamaha MotoGP               |                                                                  | FP1               | Johann Zarco      | Pole Position                | Francesco Bagnaia (1:33.045) |
| 16    | 22, 23 y 24 de octubre     | Gran Premio de Emilia-Romagna Misano World Circuit Marco Simoncelli Longitud: 4,226 km Vueltas: 27 Distancia de carrera: 114,102 km Ganador 2020: Maverick Viñales - Monster Energy Yamaha MotoGP               | FP2                                                              | Jack Miller       | Warm Up           | Takaaki Nakagami             |                              |
| 16    | 22, 23 y 24 de octubre     | Gran Premio de Emilia-Romagna Misano World Circuit Marco Simoncelli Longitud: 4,226 km Vueltas: 27 Distancia de carrera: 114,102 km Ganador 2020: Maverick Viñales - Monster Energy Yamaha MotoGP               | FP3                                                              | Johann Zarco      | Ganador           | Marc Márquez                 |                              |
| 16    | 22, 23 y 24 de octubre     | Gran Premio de Emilia-Romagna Misano World Circuit Marco Simoncelli Longitud: 4,226 km Vueltas: 27 Distancia de carrera: 114,102 km Ganador 2020: Maverick Viñales - Monster Energy Yamaha MotoGP               | FP4                                                              | Iker Lecuona      | 2.o puesto        | Pol Espargaró                |                              |
| 16    | 22, 23 y 24 de octubre     | Gran Premio de Emilia-Romagna Misano World Circuit Marco Simoncelli Longitud: 4,226 km Vueltas: 27 Distancia de carrera: 114,102 km Ganador 2020: Maverick Viñales - Monster Energy Yamaha MotoGP               | Q1                                                               | Francesco Bagnaia | 3.er puesto       | Enea Bastianini              |                              |
| 16    | 22, 23 y 24 de octubre     | Gran Premio de Emilia-Romagna Misano World Circuit Marco Simoncelli Longitud: 4,226 km Vueltas: 27 Distancia de carrera: 114,102 km Ganador 2020: Maverick Viñales - Monster Energy Yamaha MotoGP               | Q1                                                               | Iker Lecuona      | Vuelta rápida     | Francesco Bagnaia (1:32.171) |                              |
| 16    | 22, 23 y 24 de octubre     | Gran Premio de Emilia-Romagna Misano World Circuit Marco Simoncelli Longitud: 4,226 km Vueltas: 27 Distancia de carrera: 114,102 km Ganador 2020: Maverick Viñales - Monster Energy Yamaha MotoGP               | Resultados completos: Entrenamientos \| Clasificación \| Carrera |                   |                   |                              |                              |
| 17    | 5, 6 y 7 de noviembre      | Gran Premio de Algarve Autódromo Internacional do Algarve Longitud: 4,592 km Vueltas: 25 Distancia de carrera: 114,8 km                                                                                         |                                                                  | FP1               | Fabio Quartararo  | Pole Position                | Francesco Bagnaia (1:38.725) |
| 17    | 5, 6 y 7 de noviembre      | Gran Premio de Algarve Autódromo Internacional do Algarve Longitud: 4,592 km Vueltas: 25 Distancia de carrera: 114,8 km                                                                                         | FP2                                                              | Fabio Quartararo  | Warm Up           | Francesco Bagnaia            |                              |
| 17    | 5, 6 y 7 de noviembre      | Gran Premio de Algarve Autódromo Internacional do Algarve Longitud: 4,592 km Vueltas: 25 Distancia de carrera: 114,8 km                                                                                         | FP3                                                              | Francesco Bagnaia | Ganador           | Francesco Bagnaia            |                              |
| 17    | 5, 6 y 7 de noviembre      | Gran Premio de Algarve Autódromo Internacional do Algarve Longitud: 4,592 km Vueltas: 25 Distancia de carrera: 114,8 km                                                                                         | FP4                                                              | Francesco Bagnaia | 2.o puesto        | Joan Mir                     |                              |
| 17    | 5, 6 y 7 de noviembre      | Gran Premio de Algarve Autódromo Internacional do Algarve Longitud: 4,592 km Vueltas: 25 Distancia de carrera: 114,8 km                                                                                         | Q1                                                               | Johann Zarco      | 3.er puesto       | Jack Miller                  |                              |
| 17    | 5, 6 y 7 de noviembre      | Gran Premio de Algarve Autódromo Internacional do Algarve Longitud: 4,592 km Vueltas: 25 Distancia de carrera: 114,8 km                                                                                         | Q1                                                               | Iker Lecuona      | Vuelta rápida     | Francesco Bagnaia (1:39.467) |                              |
| 17    | 5, 6 y 7 de noviembre      | Gran Premio de Algarve Autódromo Internacional do Algarve Longitud: 4,592 km Vueltas: 25 Distancia de carrera: 114,8 km                                                                                         | Resultados completos: Entrenamientos \| Clasificación \| Carrera |                   |                   |                              |                              |
| 18    | 12, 13 y 14 de noviembre   | Gran Premio de la Comunidad Valenciana Circuito Ricardo Tormo Longitud: 4,005 km Vueltas: 27 Distancia de carrera: 108,135 km Ganador 2020: Franco Morbidelli - Petronas Yamaha SRT                             |                                                                  | FP1               | Iker Lecuona      | Pole Position                | Jorge Martín (1:29.936)      |
| 18    | 12, 13 y 14 de noviembre   | Gran Premio de la Comunidad Valenciana Circuito Ricardo Tormo Longitud: 4,005 km Vueltas: 27 Distancia de carrera: 108,135 km Ganador 2020: Franco Morbidelli - Petronas Yamaha SRT                             | FP2                                                              | Jack Miller       | Warm Up           | Joan Mir                     |                              |
| 18    | 12, 13 y 14 de noviembre   | Gran Premio de la Comunidad Valenciana Circuito Ricardo Tormo Longitud: 4,005 km Vueltas: 27 Distancia de carrera: 108,135 km Ganador 2020: Franco Morbidelli - Petronas Yamaha SRT                             | FP3                                                              | Aleix Espargaró   | Ganador           | Francesco Bagnaia            |                              |
| 18    | 12, 13 y 14 de noviembre   | Gran Premio de la Comunidad Valenciana Circuito Ricardo Tormo Longitud: 4,005 km Vueltas: 27 Distancia de carrera: 108,135 km Ganador 2020: Franco Morbidelli - Petronas Yamaha SRT                             | FP4                                                              | Takaaki Nakagami  | 2.o puesto        | Jorge Martín                 |                              |
| 18    | 12, 13 y 14 de noviembre   | Gran Premio de la Comunidad Valenciana Circuito Ricardo Tormo Longitud: 4,005 km Vueltas: 27 Distancia de carrera: 108,135 km Ganador 2020: Franco Morbidelli - Petronas Yamaha SRT                             | Q1                                                               | Álex Rins         | 3.er puesto       | Jack Miller                  |                              |
| 18    | 12, 13 y 14 de noviembre   | Gran Premio de la Comunidad Valenciana Circuito Ricardo Tormo Longitud: 4,005 km Vueltas: 27 Distancia de carrera: 108,135 km Ganador 2020: Franco Morbidelli - Petronas Yamaha SRT                             | Q1                                                               | Brad Binder       | Vuelta rápida     | Francesco Bagnaia (1:31.042) |                              |
| 18    | 12, 13 y 14 de noviembre   | Gran Premio de la Comunidad Valenciana Circuito Ricardo Tormo Longitud: 4,005 km Vueltas: 27 Distancia de carrera: 108,135 km Ganador 2020: Franco Morbidelli - Petronas Yamaha SRT                             | Resultados completos: Entrenamientos \| Clasificación \| Carrera |                   |                   |                              |                              |

## Clasificaciones
Sistema de puntuación
Sistema de puntuación de 1993 hasta 2022:
| Posición | 1.º | 2.º | 3.º | 4.º | 5.º | 6.º | 7.º | 8.º | 9.º | 10.º | 11.º | 12.º | 13.º | 14.º | 15.º |
| Puntos   | 25  | 20  | 16  | 13  | 11  | 10  | 9   | 8   | 7   | 6    | 5    | 4    | 3    | 2    | 1    |

### Campeonato de pilotos
| Pos.    | N.º | Piloto            | Cat.    | QAT | DOH | POR | ESP | FRA | ITA | CAT | GER | NED | EST | AUT | GBR | ARA | RSM | AME | ERO | ALG | VAL | Pts. |
| ------- | --- | ----------------- | ------- | --- | --- | --- | --- | --- | --- | --- | --- | --- | --- | --- | --- | --- | --- | --- | --- | --- | --- | ---- |
| 1       | 20  | Fabio Quartararo  | Yamaha  | 5   | 1   | 1   | 13  | 3   | 1   | 6   | 3   | 1   | 3   | 7   | 1   | 8   | 2   | 2   | 4   | Ret | 5   | 278  |
| 2       | 63  | Francesco Bagnaia | Ducati  | 3   | 6   | 2   | 2   | 4   | Ret | 7   | 5   | 6   | 11  | 2   | 14  | 1   | 1   | 3   | Ret | 1   | 1   | 252  |
| 3       | 36  | Joan Mir          | Suzuki  | 4   | 7   | 3   | 5   | Ret | 3   | 4   | 9   | 3   | 2   | 4   | 9   | 3   | 6   | 8   | Ret | 2   | 4   | 208  |
| 4       | 43  | Jack Miller       | Ducati  | 9   | 9   | Ret | 1   | 1   | 6   | 3   | 6   | Ret | Ret | 11  | 4   | 5   | 5   | 7   | Ret | 3   | 3   | 181  |
| 5       | 5   | Johann Zarco      | Ducati  | 2   | 2   | Ret | 8   | 2   | 4   | 2   | 8   | 4   | 6   | Ret | 11  | 17  | 12  | Ret | 5   | 5   | 6   | 173  |
| 6       | 33  | Brad Binder       | KTM     | 14  | 8   | 5   | Ret | 13  | 5   | 8   | 4   | 12  | 4   | 1   | 6   | 7   | 9   | 9   | 11  | 10  | 7   | 151  |
| 7       | 93  | Marc Márquez      | Honda   |     |     | 7   | 9   | Ret | Ret | Ret | 1   | 7   | 8   | 15  | Ret | 2   | 4   | 1   | 1   |     |     | 142  |
| 8       | 41  | Aleix Espargaró   | Aprilia | 7   | 10  | 6   | 6   | Ret | 7   | Ret | 7   | 8   | Ret | 10  | 3   | 4   | 8   | Ret | 7   | Ret | 9   | 120  |
| 9       | 89  | Jorge Martín      | Ducati  | 15  | 3   | DNS |     |     |     | 14  | 12  | Ret | 1   | 3   | Ret | 9   | Ret | 5   | Ret | 7   | 2   | 111  |
| 10      | 12  | Maverick Viñales  | Yamaha  | 1   | 5   | 11  | 7   | 10  | 8   | 5   | 19  | 2   | NC  |     |     |     |     |     |     |     |     | 106  |
| 10      | 12  | Maverick Viñales  | Aprilia |     |     |     |     |     |     |     |     |     |     |     |     | 18  | 13  |     | 8   | 16  | 16  | 106  |
| 11      | 23  | Enea Bastianini   | Ducati  | 10  | 11  | 9   | Ret | 14  | Ret | 10  | 16  | 15  | 12  | Ret | 12  | 6   | 3   | 6   | 3   | 9   | 8   | 102  |
| 12      | 44  | Pol Espargaró     | Honda   | 8   | 13  | Ret | 10  | 8   | 12  | Ret | 10  | 10  | 16  | 16  | 5   | 13  | 7   | 10  | 2   | 6   | DNS | 100  |
| 13      | 42  | Álex Rins         | Suzuki  | 6   | 4   | Ret | 20  | Ret | Ret | INJ | 11  | 11  | 7   | 14  | 2   | 12  | Ret | 4   | 6   | 8   | Ret | 99   |
| 14      | 88  | Miguel Oliveira   | KTM     | 13  | 15  | 16  | 11  | Ret | 2   | 1   | 2   | 5   | Ret | Ret | 16  | 14  | 20  | 11  | Ret | Ret | 14  | 94   |
| 15      | 30  | Takaaki Nakagami  | Honda   | Ret | 17  | 10  | 4   | 7   | Ret | 13  | 13  | 9   | 5   | 13  | 13  | 10  | 10  | 17  | 15  | 11  | Ret | 76   |
| 16      | 73  | Álex Márquez      | Honda   | Ret | Ret | 8   | Ret | 6   | 14  | 11  | Ret | 14  | 9   | 9   | 8   | Ret | 15  | 12  | Ret | 4   | 13  | 70   |
| 17      | 21  | Franco Morbidelli | Yamaha  | 18  | 12  | 4   | 3   | 16  | 16  | 9   | 18  |     |     |     |     |     | 18  | 19  | 14  | 17  | 11  | 47   |
| 18      | 46  | Valentino Rossi   | Yamaha  | 12  | 16  | Ret | 16  | 11  | 10  | Ret | 14  | Ret | 13  | 8   | 18  | 19  | 17  | 15  | 10  | 13  | 10  | 44   |
| 19      | 10  | Luca Marini       | Ducati  | 16  | 18  | 12  | 15  | 12  | 17  | 12  | 15  | 18  | 14  | 5   | 15  | 20  | 19  | 14  | 9   | 12  | 17  | 41   |
| 20      | 27  | Iker Lecuona      | KTM     | 17  | Ret | 15  | 17  | 9   | 11  | Ret | 17  | Ret | 15  | 6   | 7   | 11  | Ret | 16  | Ret | Ret | 15  | 39   |
| 21      | 9   | Danilo Petrucci   | KTM     | Ret | 19  | 13  | 14  | 5   | 9   | Ret | Ret | 13  | 18  | 12  | 10  | 15  | 16  | 18  | Ret | Ret | 18  | 37   |
| 22      | 6   | Stefan Bradl      | Honda   | 11  | 14  |     | 12  |     |     |     |     |     |     |     |     |     | 14  |     |     | 15  |     | 14   |
| 23      | 51  | Michele Pirro     | Ducati  |     |     |     |     |     | 13  |     |     |     |     |     |     |     | 11  |     | 12  |     |     | 12   |
| 24      | 04  | Andrea Dovizioso  | Yamaha  |     |     |     |     |     |     |     |     |     |     |     |     |     | 21  | 13  | 13  | 14  | 12  | 12   |
| 25      | 26  | Dani Pedrosa      | KTM     |     |     |     |     |     |     |     |     |     | 10  |     |     |     |     |     |     |     |     | 6    |
| 26      | 32  | Lorenzo Savadori  | Aprilia | 19  | 20  | 14  | 19  | Ret | 15  | 15  | Ret | 16  | Ret |     | DNS |     |     |     | DNS |     |     | 4    |
| 27      | 53  | Tito Rabat        | Ducati  |     |     |     | 18  | 15  |     |     |     |     |     |     |     |     |     |     |     |     |     | 1    |
| 28      | 35  | Cal Crutchlow     | Yamaha  |     |     |     |     |     |     |     |     |     | 17  | 17  | 17  | 16  |     |     |     |     |     | 0    |
| 29      | 31  | Garrett Gerloff   | Yamaha  |     |     |     |     |     |     |     |     | 17  |     |     |     |     |     |     |     |     |     | 0    |
| 30      | 96  | Jake Dixon        | Yamaha  |     |     |     |     |     |     |     |     |     |     |     | 19  | Ret |     |     |     |     |     | 0    |
| Pos.    | N.º | Piloto            | Cat.    | QAT | DOH | POR | ESP | FRA | ITA | CAT | GER | NED | EST | AUT | GBR | ARA | RSM | AME | ERO | ALG | VAL | Pts. |
| Fuente: |     |                   |         |     |     |     |     |     |     |     |     |     |     |     |     |     |     |     |     |     |     |      |

| Color     | Resultado                                                               |
| --------- | ----------------------------------------------------------------------- |
| Oro       | Ganador                                                                 |
| Plata     | 2.ª plaza                                                               |
| Bronce    | 3.ª plaza                                                               |
| Verde     | Finalizó en los puntos                                                  |
| Azul      | Finalizó sin puntos                                                     |
| Azul      | NC - No clasificado                                                     |
| Violeta   | Ret - No terminó (Carrera)                                              |
| Rojo      | DNQ - No se clasificó                                                   |
| Negro     | DSQ - Descalificado                                                     |
| Blanco    | DNS - No empezó (carrera)                                               |
| Blanco    | WD - Retirado (fin de semana)                                           |
| Blanco    | C - Carrera cancelada                                                   |
| Sin color | DNP - Inscrito pero no participó                                        |
| Sin color | INJ - Lesionado                                                         |
| Sin color | EX - Excluido                                                           |
| Estado    | Resultado                                                               |
| Negrita   | Pole position                                                           |
| Cursiva   | Vuelta rápida                                                           |
| †         | Abandona, pero clasifica al completar el porcentaje requerido para ello |